# Chudołaz
Chudołaz ros. Худолаз, Tôja̋la̋ş (baszk. Төйәләҫ) – rzeka w Rosji, w większości na obszarze Baszkortostanu i częściowo w obwodzie czelabińskim, prawy dopływ Uralu.
Chudołaz swoje źródła ma w grzbiecie Irendyk (ros. Ирендык). Płynie z południowego zachodu na północny wschód. Powierzchnia jego dorzecza wynosi 1060 km², a długość – 81 kilometrów. Rzeka wpada do Uralu z prawej strony, na jego 2002. kilometrze. Średnio podczas roku z rzeki wypływa 3,9 m³ wody na sekundę. Chudołaz jest zasilany głównie przez roztopy śniegu.
Przez 64 kilometry rzeka przebiega po terytorium Baszkirii, przez ostatnie – przed ujściem – 17 kilometrów płynie przez obwód czelabiński. W górnym biegu rzeki znajduje się wodospad Gadielsza.